# Urophora terebrans
Urophora terebrans är en tvåvingeart som först beskrevs av Friedrich Hermann Loew 1850.  Urophora terebrans ingår i släktet Urophora och familjen borrflugor. Inga underarter finns listade i Catalogue of Life.